# مولاي أحمد العلوي
أحمد العلوي (1919، فاس - 7 ديسمبر 2002، الرباط) سياسي مغربي وابن عم الملك الحسن الثاني.
شغل منصب وزير الإعلام والسياحة من 1960 إلى 1961، ووزير الدولة من 1981 إلى 1998.

## مسيرته
شغل مولاي أحمد العلوي المدغري منصب وزير في عدة مناسبات. بين عامي 1960 و 1961، شغل منصب وزير السياحة في المغرب في ظل حكومة محمد الخامس.بين عامي 1981 و 1998، شغل منصب وزير الدولة في المغرب في ظل عدة حكومات، بما في ذلك حكومة عبد اللطيف الفيلالي.
مولاي أحمد العلوي من سلالة العلويين،.